# Circulation: Heart Failure
Circulation: Heart Failure (skrót: Circ Heart Fail) – amerykańskie naukowe czasopismo kardiologiczne o zasięgu międzynarodowym, wydawane od 2008. Oficjalny organ American Heart Association. Miesięcznik. Ukazuje się tylko w wersji online.
Czasopismo jest częścią rodziny tytułów naukowych wydawanych przez American Heart Association/American Stroke Association (AHA/ASA). Pokrewne czasopisma wydawane przez AHA/ASA to: „Arteriosclerosis, Thrombosis, and Vascular Biology”, „Circulation”, „Circulation Research”, „Stroke”, „Journal of the American Heart Association” (JAHA), „Circulation: Arrhythmia and Electrophysiology”, „Circulation: Cardiovascular Genetics”, „Circulation: Cardiovascular Imaging”, „Circulation: Cardiovascular Interventions”, „Circulation: Cardiovascular Quality and Outcomes” oraz „Hypertension”. Kwestie wydawniczo-techniczne tytułu leżą w gestii medycznej marki wydawniczej Lippincott Williams & Wilkins, która należy do koncernu Wolters Kluwer.
Czasopismo publikuje oryginalne, recenzowane prace kliniczne dotyczące niewydolności serca, mechanicznego wspomagania krążenia oraz przeszczepów serca, w tym badania prowadzone na ludziach lub analizy danych dotyczących ludzi. Pismo ma przede wszystkim orientację kliniczną, ale akceptowane są także badania przedkliniczne oraz podstawowe, które mają bezpośrednią korelację kliniczną lub kliniczne znaczenie. Odrzucane są prace niezwiązane bezpośrednio z niewydolnością serca lub jej leczeniem.
Redaktorem naczelnym (ang. editor-in-chief) czasopisma jest od lipca 2017 roku Nancy K. Sweitzer – związana z Uniwersytetem Arizony.
Pismo ma współczynnik wpływu impact factor (IF) wynoszący 6,372 (2016) oraz wskaźnik Hirscha równy 79 (2017). W międzynarodowym rankingu SCImago Journal Rank (SJR) mierzącym wpływ, znaczenie i prestiż poszczególnych czasopism naukowych „Circulation: Heart Failure” zostało w 2017 sklasyfikowane na 14. miejscu wśród czasopism z dziedziny kardiologii i medycyny sercowo-naczyniowej. W polskich wykazach czasopism punktowanych przez Ministerstwo Nauki i Szkolnictwa Wyższego publikacja w tym czasopiśmie otrzymywała w latach 2013–2016 po 45 punktów (z wyjątkiem roku 2014 – wówczas 40 pkt).